# Saint-Jean-Roure
Saint-Jean-Roure település Franciaországban, Ardèche megyében. Lakosainak száma 264 fő (2022. január 1.). Saint-Jean-Roure Le Cheylard, Jaunac, Belsentes, Saint-Agrève, Saint-Cierge-sous-le-Cheylard, Saint-Martin-de-Valamas, Désaignes és Saint-Julien-d’Intres községekkel határos.

## Népesség
A település népessége az elmúlt években az alábbi módon változott:
| Lakosok száma | 277  | 218  | 202  | 247  | 279  | 273  | 258  | 247  | 242  | 264  |
|               | 1968 | 1982 | 1990 | 2006 | 2013 | 2015 | 2017 | 2019 | 2020 | 2022 |